# Gonarthrus clavirostris
Gonarthrus clavirostris är en tvåvingeart som beskrevs av Hesse 1938. Gonarthrus clavirostris ingår i släktet Gonarthrus och familjen svävflugor. Inga underarter finns listade i Catalogue of Life.